# Neopseudatrichia mariaensis
Neopseudatrichia mariaensis is een vliegensoort uit de familie van de venstervliegen (Scenopinidae). De wetenschappelijke naam van de soort is voor het eerst geldig gepubliceerd in 1933 door G.H. Hardy.